# Läkkött

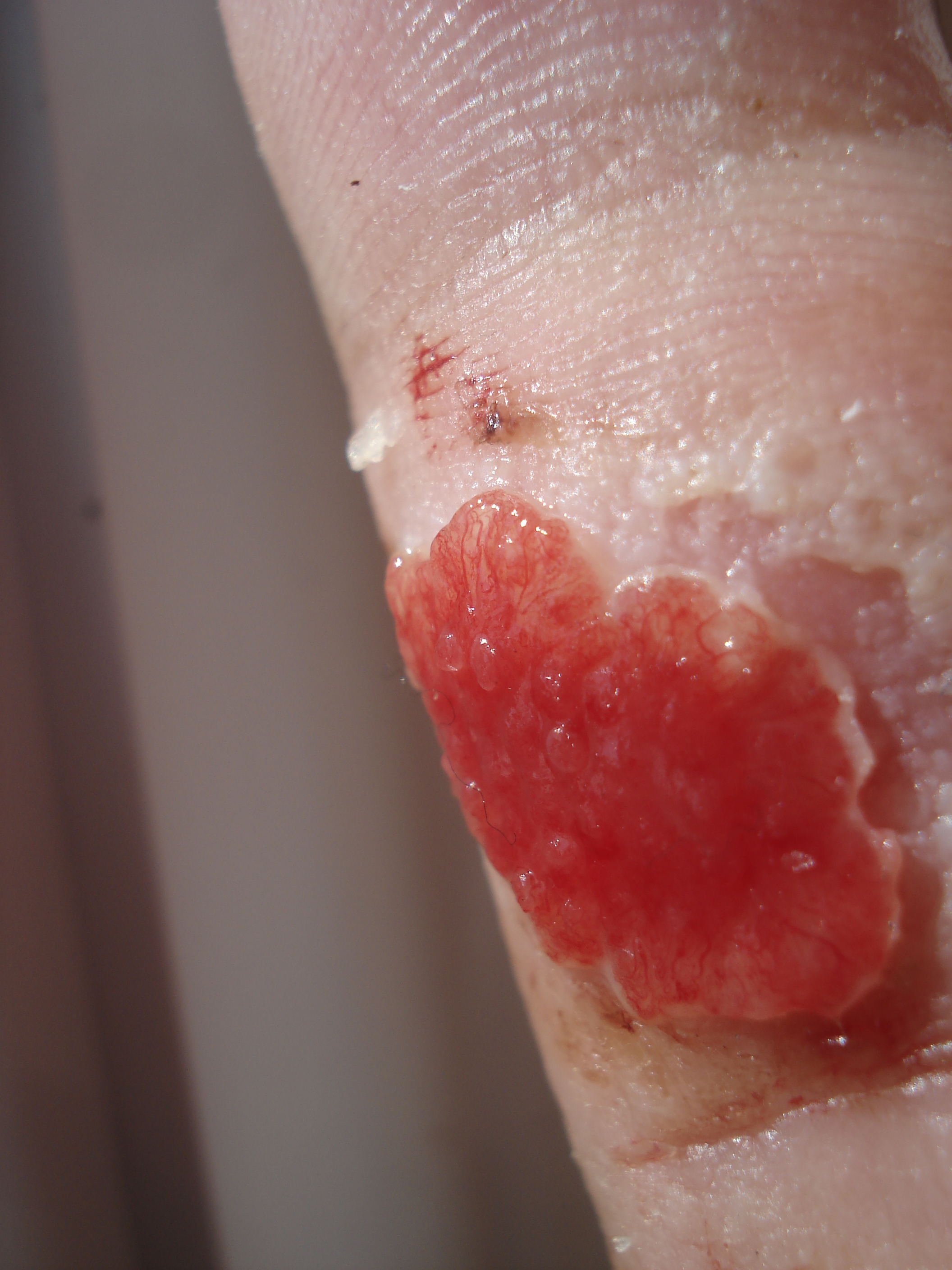
Exempel på granulationsvävnad på finger.

Läkkött eller granulation (latin: granulatio), även dödkött, är nybildat kött efter sår eller skada i huden med vårtlik eller läderartad karaktär.
Läkkött är normalt under sårläkning, och brukar vara rött på grund av nybildning av blodkärl (angiogenes). Dock kan läkköttet också vara blekt (torpid granulation), vilket då indikerar att angiogenesen inte börjat och att sårläkningen är dålig. Efter att läkköttet bildats, kan kroppen återskapa epitel ovanför (huden). Läkköttet kan i större eller mindre omfattning förbli synligt efter läkningen, vilket då märks som ärr, sedan de skrumpnat. Läkköttet kan vara tunt eller svälla ovanför sårets yta, hyperplastisk granulation.